# Zhang Jian
Zhang Jian, född 5 april 1976, är en friidrottare från Kina. Hon deltog vid olympiska sommarspelen 1996.